# 爱因斯坦十字

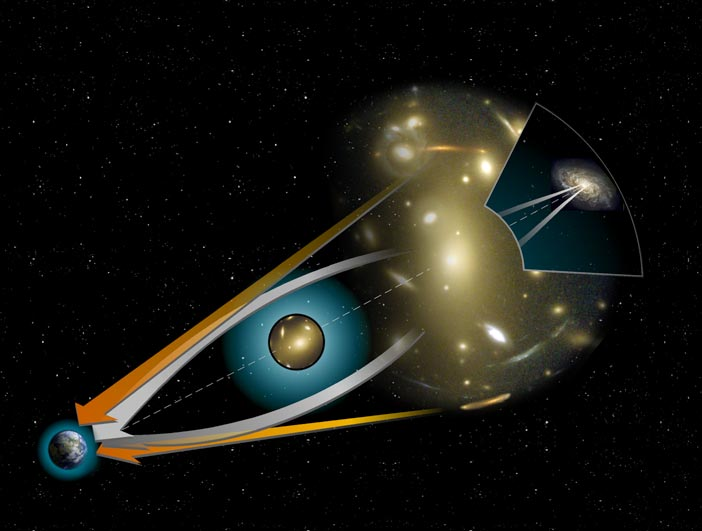
爱因斯坦十字原理

Q2237+030，亦称愛因斯坦十字或爱因斯坦十字架（Einstein Cross），位于飞马座内（赤经：22h 40m 31s，赤纬：+03° 21′ 30.3″），是引力透镜效应最著名的例证之一。它包括较远处一个类星体的四重影像，以及较近处被称为修茲勞的透鏡的前景星系核心。
根据爱因斯坦的广义相对论，引力透镜效应是指当背景光源发出的光在引力场（比如 星系、星系团及黑洞）附近经过时，光线会像通过透镜一样发生弯曲。在爱因斯坦十字中，背景光源是距离地球80亿光年的类星体QSO 2237+0305，而产生引力场的是其正前方距离地球约4亿光年的前景星系ZW 2237+030。类星体的光线因引力透镜效应形成四重影像，对称分布于前景星系的核心四周，与其组成一个近似的十字形，故此得名。
该天体系统是在哈佛-史密松天体物理中心的一次红移巡天中由约翰·修兹劳所发现。